# 전원 관리
전원 관리 또는 파워 매니지먼트(Power management)는 일부 복사기, 컴퓨터, 컴퓨터 CPU, 컴퓨터 GPU 및 모니터 및 프린터와 같은 컴퓨터 주변기기의 기능으로, 비활성 상태일 때 전원을 끄거나 시스템을 저전력 상태로 전환한다. 컴퓨팅에서 이는 PC 전원 관리로 알려져 있으며, APM을 대체한 ACPI라는 표준을 기반으로 한다. 모든 최신 컴퓨터는 ACPI를 지원한다.

## 동기
컴퓨터 시스템의 PC 전원 관리는 특히 다음과 같은 여러 가지 이유로 필요하다.
- 전반적인 에너지 소비량 감소
- 휴대용 및 임베디드 시스템의 배터리 수명 연장
- 컴퓨터 냉각 요구 사항 감소
- 소음 감소
- 에너지 및 냉각을 위한 운영 비용 감소

전력 소비를 줄이면 열 손실도 줄어들어 시스템 안정성이 향상되고, 에너지 사용량이 줄어들어 비용을 절감하고 환경에 미치는 영향을 줄일 수 있다.

## 프로세서 수준 기술
마이크로프로세서의 전원 관리는 프로세서 전체 또는 캐시 메모리 및 주 메모리와 같은 특정 구성 요소에서 수행할 수 있다.
동적 전압 스케일링 및 동적 주파수 스케일링을 통해 CPU 코어 전압, 클럭 속도 또는 둘 다를 변경하여 잠재적으로 성능이 저하되는 대신 전력 소비를 줄일 수 있다. 이는 때때로 전력-성능 절충을 최적화하기 위해 실시간으로 수행된다.
예시:
- AMD 쿨 앤 콰이어트
- AMD 파워나우![1]
- IBM EnergyScale[2]
- 인텔 스피드스텝
- Transmeta LongRun 및 LongRun2
- VIA LongHaul (PowerSaver)

또한 프로세서는 내부 회로를 선택적으로 끌 수 있다(전원 게이팅). 예를 들면:
- 최신 인텔 코어 프로세서는 프로세서 내의 기능 장치에 대한 초미세 전원 제어를 지원한다.
- AMD CoolCore 기술은 프로세서의 일부를 동적으로 활성화하거나 비활성화하여 보다 효율적인 성능을 제공한다.[3]

인텔 VRT 기술은 칩을 3.3V I/O 섹션과 2.9V 코어 섹션으로 분할했다. 더 낮은 코어 전압은 전력 소비를 줄인다.

### 이기종 컴퓨팅
ARM의 big.LITTLE 아키텍처는 더 빠른 "빅" 코어와 전력 효율적인 "리틀" 코어 사이에서 프로세스를 마이그레이션할 수 있다.

## 운영 체제 수준: 하이버네이션
컴퓨터 시스템이 하이버네이션되면 RAM의 내용을 하드 디스크에 저장하고 컴퓨터의 전원을 끈다. 시작 시 데이터를 다시 로드한다. 이를 통해 하이버네이션 모드에서 시스템의 전원을 완전히 끌 수 있다. 이 기능은 설치된 RAM 크기의 파일을 하드 디스크에 저장해야 하므로 하이버네이션 모드가 아닌 경우에도 공간을 사용할 수 있다. 하이버네이션 모드는 일부 Windows 버전에서 기본적으로 활성화되어 있으며, 이 디스크 공간을 복구하기 위해 비활성화할 수 있다.

## GPU에서
GPU는 CPU와 함께 과학, 애널리틱스, 공학, 소비자 및 기업 애플리케이션과 관련된 다양한 영역에서 컴퓨팅을 가속화하는 데 사용된다.
이 모든 것에는 몇 가지 단점이 있다. GPU의 높은 컴퓨팅 능력은 높은 열 손실을 대가로 한다. GPU의 전력 손실 문제에 대해 많은 연구가 이루어졌으며 이 문제를 해결하기 위해 많은 기술이 제안되었다. 동적 전압 스케일링/동적 주파수 스케일링 (DVFS) 및 클럭 게이팅은 GPU에서 동적 전력을 줄이는 데 일반적으로 사용되는 두 가지 기술이다.

### DVFS 기술
실험 결과 기존 프로세서 DVFS 정책은 합리적인 성능 저하로 임베디드 GPU의 전력 감소를 달성할 수 있음을 보여준다. 이기종 시스템을 위한 효과적인 DVFS 스케줄러를 설계하기 위한 새로운 방향도 탐색되고 있다. GPU와 CPU 모두에 대해 동기화된 방식으로 DVFS를 사용하는 이기종 CPU-GPU 아키텍처인 GreenGPU가 제시되었다. GreenGPU는 Nvidia GeForce GPU와 AMD 페넘 II CPU가 있는 실제 물리적 테스트베드에서 CUDA 프레임워크를 사용하여 구현되었다. 실험적으로 GreenGPU는 평균 에너지 절약 21.04%를 달성하고 여러 잘 설계된 기준선을 능가하는 것으로 나타났다.
모든 종류의 상업 및 개인 애플리케이션에서 광범위하게 사용되는 주류 GPU의 경우 여러 DVFS 기술이 존재하며 GPU 단독으로 내장되어 있다. AMD PowerTune 및 AMD ZeroCore Power는 AMD 그래픽 카드를 위한 두 가지 동적 주파수 스케일링 기술이다. 실제 테스트 결과 GeForce GTX 480을 리클럭킹하면 주어진 작업에서 성능이 1%만 감소하면서 전력 소비를 28% 줄일 수 있는 것으로 나타났다.

### 전력 게이팅 기술
DVFS 기술을 사용한 동적 전력 감소에 대한 많은 연구가 이루어졌다. 그러나 기술이 계속 축소됨에 따라 누설 전력이 지배적인 요인이 될 것이다. 전력 게이팅은 사용되지 않는 회로의 공급 전압을 차단하여 누설을 제거하는 일반적으로 사용되는 회로 기술이다. 전력 게이팅은 에너지 오버헤드를 발생시키므로 사용되지 않는 회로는 이 오버헤드를 상쇄할 만큼 충분히 오랫동안 유휴 상태를 유지해야 한다.
GPU의 캐시를 런타임에 전력 게이팅하는 새로운 마이크로아키텍처 기술은 누설 에너지를 절약한다. 16가지 GPU 워크로드에 대한 실험을 기반으로 제안된 기술을 통해 달성된 평균 에너지 절약은 54%이다.
셰이더는 GPU에서 가장 전력을 많이 소비하는 구성 요소이며, 예측 셰이더 종료 전력 게이팅 기술은 셰이더 프로세서에서 최대 46%의 누설 감소를 달성한다.
예측 셰이더 종료 기술은 프레임 간 워크로드 변화를 활용하여 셰이더 클러스터의 누설을 제거한다. Deferred Geometry Pipeline이라는 또 다른 기술은 배치 간 형상 및 프래그먼트 계산의 불균형을 활용하여 고정 기능 형상 장치의 누설을 최소화하여 고정 기능 형상 장치의 누설을 최대 57% 제거한다. 간단한 시간 초과 전력 게이팅 방법을 비셰이더 실행 장치에 적용할 수 있으며, 이는 비셰이더 실행 장치의 누설을 평균 83.3% 제거한다.
위에서 언급한 세 가지 기술 모두 성능 저하가 미미하며 1% 미만이다.

### 화면 절전 기술
일부 노트북 및 스마트폰에서는 화면 절전 기술이 사용된다. 이러한 기술은 백라이트 밝기와 LCD 오프셋을 동적으로 변경하여 화면 전력을 줄인다. 이러한 기술의 예로는 인텔 디스플레이 전력 절약 기술(DPST)이 있다.

## 같이 보기
- 80 플러스
- 고급 전원 관리
- ACPI
  - 하이버네이션
  - 슬립 모드
- 동적 주파수 스케일링
- 동적 전압 스케일링
- 에너지 스타
- 그린 컴퓨팅
- 대기전력
- 열 설계 전력